# The Used

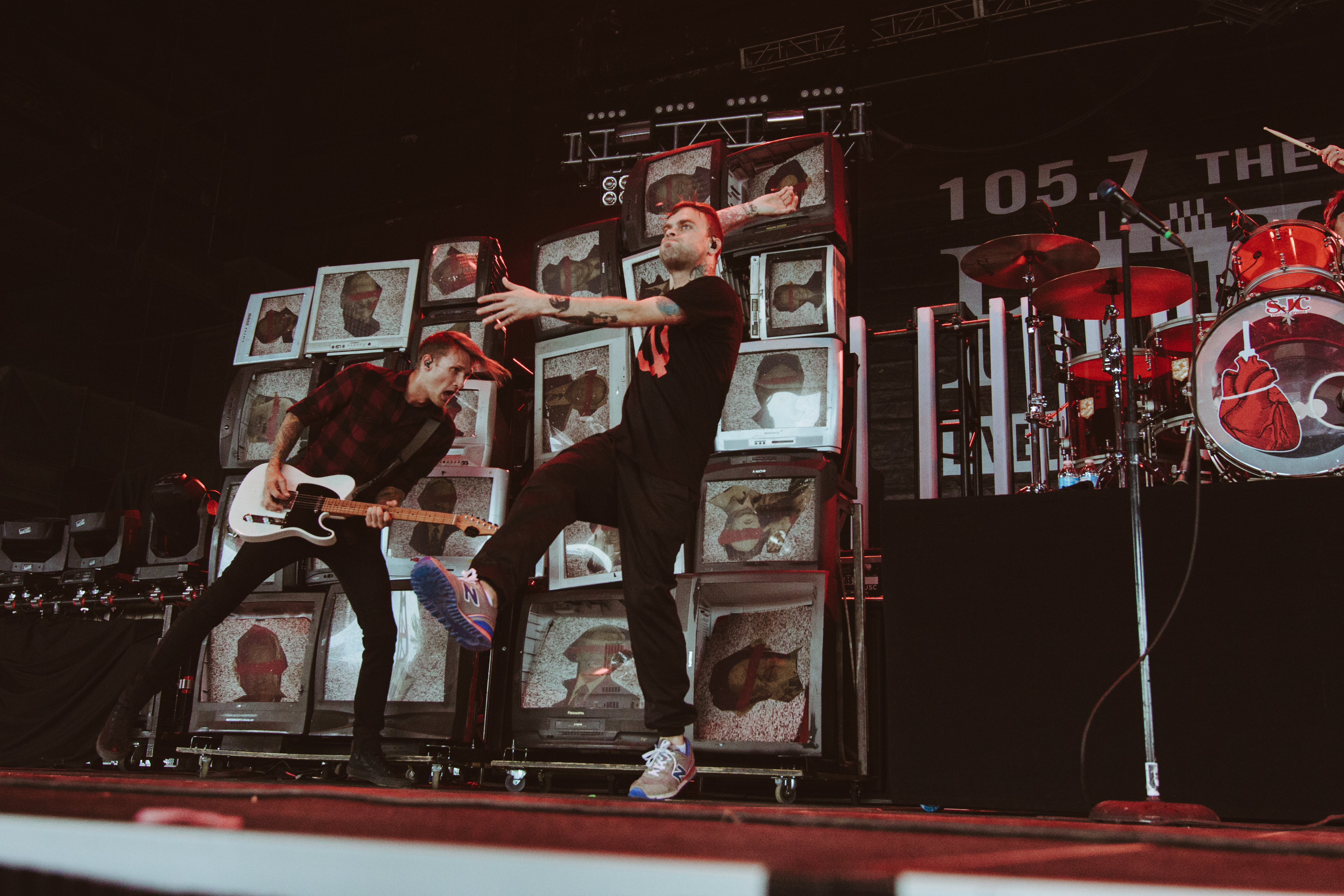
Justin Shekoski & Bert McCracken 2015

The Used é uma banda norte-americana de rock formada na cidade de Orem, Utah, em 2000. Composta por Bert McCracken, nos vocais, Quinn Allman, como guitarrista, Jepha Howard, baixista e Dan Whitesides na bateria.

## Biografia
Em Outubro de 1999, Quinn, Jeph e Branden, e mais um amigo (Ashton Johnson) formaram uma banda chamada Dumb Luck. Gravaram um EP, mas não obtiveram sucesso. Nessa época Jeph (atual baixista) assumia as vozes. Eles perceberam que precisavam mudar.
Então, começaram a fazer testes para encontrar um novo vocalista que se encaixasse perfeitamente no contexto da banda. Bert era um conhecido de Quinn e foi convidado a se juntar a eles.
Em Janeiro de 2001 a banda estava oficialmente formada e tinha um novo nome - Used. Nesse ano, enviaram a música Box Full Of Sharp Objects para John Feldmann, que a achou genial e logo quis iniciar um projecto com a banda.
Eles gravaram então um EP e consequentemente assinaram contrato com a gravadora Reprise Records. Foi aí que eles tiveram de mudar o nome de Used para The Used por causa de uma banda de Boston que já havia patenteado o nome Used.
Em 2002 lançaram um CD auto-intitulado The Used, e com ele fizeram várias tours pelo mundo - a principal delas, Warped Tour, conquistando cada vez mais fãs. Dizem que eles criaram um novo estilo de música, com vocais dinâmicos e letras sentimentais combinadas a boas doses de gritos.
Para esse álbum foram gravados 4 vídeo clipes:
- A Box Full Of Sharp Objects não foi um clipe produzido como os outros. Trata-se de um mix de vários vídeos da banda.
- The Taste Of Ink, o segundo single da banda, conta a sua própria história.
- Buried Myself Alive, lançado logo em seguida, mostra os 4 membros da banda tentando fugir de seus medos.
- Blue & Yellow, assim como Box Full Of Sharp Objects é uma junção de vídeos gravados pela própria banda.

No ano seguinte, após o grande sucesso de vendas do Debut, a banda lançou um CD/DVD contendo toda sua história. O Maybe Memories.
Em 2004, lançam seu 2º CD, intitulado In Love In Death, também produzido por John Feldmann, que demonstra perfeitamente como eles amadureceram musicalmente.
Contendo letras sobre amor e morte, a 2º álbum da banda é menos pesado que o primeiro mas ao mesmo tempo é mais trabalhado.
Com ele foram lançados 3 vídeo clipes:
- Take It Away tem Bert como protagonista, fugindo da luz, enquanto a banda toca na superfície de um prédio.
- All That Ive Got conta a história de um rapaz que é puxado para dentro de um livro e procura o seu fim.
- I Caught Fire que é a história de duas pessoas apaixonadas num dia comum.

Em 2005, os The Used lideraram a tour Taste Of Chaos, juntamente com bandas como My Chemical Romance (de quem se tornam íntimos, mas depois de alguns anos de parceria, em 2005 se separaram friamente por um motivo não revelado, parte de um conflito entre os vocalistas Bert McCracken e Gerard Way) e Killswitch Engage. Juntos com os My Chemical Romance fizeram um cover da música Under Pressure,originalmente da banda Queen e de David Bowie.
No ano seguinte, a banda deu uma parada, numa espécie de "férias".
Em Agosto de 2006 foi anunciada a saída de seu baterista original, Branden Steineckert. A banda permaneceu calada sobre o motivo da saída de seu baterista, apenas afirmando ser um conflito de relacionamentos. Dan Whitesides (ex-integrante da banda New Transit Direction) é convidado, então, a juntar-se à banda.
Em 2007, The Used resolve recuperar o tempo perdido, e em Fevereiro lança um DVD - semelhante ao Maybe Memories - e logo em seguida, no mês de maio o 3º álbum da banda, o qual eles consideram "a melhor coisa que já fizeram". Continuam liderando a Taste Of Chaos, desta vez ao lado de 30 Seconds To Mars e Senses Fail, entre outros.
Lies For The Liars, ainda produzido por John Feldmann, mostra mais uma vez o amadurecimento da banda. Sem dúvida é o álbum mais trabalhado que já fizeram, possuindo muitos efeitos sonoros e utilização de novos instrumentos. As letras vão desde declarações de amor até ofensas. O CD está entre os mais vendidos na Billboard.
Possui três vídeo clipes:
O Clip de The Bird And The Worm é uma alucinação que traz Bert de volta ao passado e ele tenta fugir disso, arrastando-se como uma minhoca de um pássaro.
Em Pretty Handsome Awkward a banda tenta fazer uma sátira ao glamour existente no mundo da fama com um ar surreal.
Mais recentemente, foi lançado o clipe de Paralyzed, que é feito inteiramente com fotos da banda desde o momento em que acordam.
Em Dezembro de 2007, a banda realizou sua primeira tour pelo Brasil, apresentando-se no Rio de Janeiro, São Paulo e Curitiba.
O ano de 2008 começou agitado para o The Used, que teve um EP lançado no dia 19 de Fevereiro. O EP é um disco digital, vendido apenas pela internet, contendo 10 músicas, entre elas as faixas bônus e b-sides de seu 1º, 2º e 3º CDs e 3 músicas inéditas.
Em 09 de dezembro de 2023, The Used encerrou o ano com um show em Birmingham, no Reino Unido.

## Integrantes

#### Formação atual
- Bert McCracken – vocais (2001–presente)
- Jeph Howard – baixo (2001–presente)
- Dan Whitesides – bateria (2006–presente)
- Justin Shekoski – guitarra (2015–presente)

#### Ex-integrantes
- Quinn Allman – guitarra (2001–2015)
- Branden Steineckert – bateria (2001–2006)

#### Músicos de turnê
- Greg Bester – guitarra rítmica (2002–2003)
- Dean Butterworth – bateria (2006–2007; músico de estúdio em Lies for the Liars)

## Discografia

### Álbuns
- Demos From The Basement [EP], (2001)
- The Used, (2002)
- Maybe Memories, (2003)
- In Love and Death, (2004)
- Berth [Live In Vancouver, Taste Of Chaos], (2005)
- Lies For The Liars, (2007)
- Shallow Believer [EP], (2008)
- Artwork, (2009)
- Vulnerable, (2012)
- Vulnerable II, (2013)
- The ocean of the sky [EP], (2013)
- Imaginary Enemy, (2014)
- The Canyon, (2017)

### DVDs
- Maybe Memories" (2003)
- Berth" (2007)
- ArtWork (Edição especial) (2009)
- The Used Video Collection (2009)
- The Used: Live and Acoustic At The Palace (2016)

### Singles
- A Full Box of Sharp Objects, (2002)
- The Taste of Ink, (2002)
- Buried Myself Alive, (2002)
- Blue and Yellow, (2003)
- Take It Away, (2004)
- All That I've Got, (2004)
- I Caught Fire (In Your Eyes), (2005)
- Under Pressure, (2005)
- The Bird And The Worm (2007)
- Pretty Handsome Awkward, (2007)
- Paralyzed, (2007)
- Blood On My Hands, (2009)
- Empty With You, (2009)
- Hands and Faces. (2012)

## Vídeografia
The Used
- Box Full Of Sharp Objects (2002)
- Buried Myself Alive (2002)
- Taste Of Ink (2002)
- Blue and Yellow(2002)

In Love And Death
- Take It Away (2004)
- All That Ive Got (2004)
- I Caught Fire (In Your Eyes) (2005)

Lies For The Liars
- The Bird & The Worm (2007)
- Pretty Handsome Awkward (2007)

Artwork
- Blood On My Hands (2009)
- Empty With You (2009)

Vulnerable
- I Come Alive (2012)
- Put Me Out   (2012)
- Hands And Faces (2013)

The ocean of the sky
- Iddy Biddy (2013)
- Quixotica (2013)
- The ocean of the sky (2013)

Imaginary Enemy
- Cry (2014)
- Revolution (2014)